# Anisophyllea griffithii
Anisophyllea griffithii är en tvåhjärtbladig växtart som beskrevs av Oliver. Anisophyllea griffithii ingår i släktet Anisophyllea och familjen Anisophylleaceae. Inga underarter finns listade i Catalogue of Life.